# Kusacz plamisty
Kusacz plamisty (Nothura maculosa chacoensis) – podgatunek kusacza kreskowanego, średniej wielkości ptaka z rodziny kusaczy (Tinamidae). Występuje endemicznie w Paragwaju. Niezagrożony wyginięciem, słabo poznany.

## Taksonomia
Takson opisał po raz pierwszy H.B. Conover. Opis ukazał się 18 grudnia 1937 na łamach Proceedings of the Biological Society of Washington. Holotyp zebrał Alberto Schulze 16 sierpnia 1936 w północnej części paragwajskiego Chaco, 265 km na zachód od Puerto Casado. Został przekazany przez Conovera do Muzeum Historii Naturalnej w Chicago i oznaczony numerem 12 501 w części Conover Collection.
Conover uznał nowego kusacza za podgatunek kusacza kreskowanego (Nothura maculosa ssp. chacoensis). Zdefiniował zasięg występowania, który według niego miał obejmować także Argentynę, odnotowując jednak odrębność morfologiczną okazów z tego kraju. Współcześnie występowanie tego taksonu w Argentynie jest kwestionowane. W wydanym w 1950 A study of the spotted tinamous, genus Nothura Conover zastosował nową systematykę, według której N. m. chacoensis traktowany był jako osobny gatunek – Nothura chacoensis. Swój pomysł podsumował: Prawdziwość lub fałszywość tego ujęcia [systematycznego] będzie musiała zostać sprawdzona przez ornitologów w terenie.
Conover posiadał w kolekcji dwa okazy N. m. paludigava, które mogły być mieszańcami między wspomnianym podgatunkiem N. maculosa a N. chacoensis. Na zachód od rzeki Paragwaj (po stronie paragwajskiej) rozciąga się wąska strefa hybrydyzacji, w miejscu, gdzie zadrzewienia typowe dla chaco schodzą się z suchą, palmową sawanną lub pantanalem.
Badania Hayesa i współpracowników (2018) nie wykazały żadnych istotnych różnic pomiędzy kusaczem plamistym a kusaczem kreskowanym, które uzasadniałyby klasyfikowanie tych ptaków jako odrębnych gatunków; autorzy uznali kusacza plamistego za podgatunek kusacza kreskowanego. W oparciu o tę publikację kusacz plamisty jest traktowany jako podgatunek N. maculosa m.in. przez Międzynarodowy Komitet Ornitologiczny (IOC), autorów Kompletnej listy ptaków świata czy Międzynarodową Unię Ochrony Przyrody (IUCN).

## Morfologia
Długość ciała wynosi 23–25 cm. Wymiary szczegółowe holotypu: długość skrzydła 123 mm, dzioba (górna krawędź) 20 mm, skoku 35 mm, środkowego palca (bez pazura) 21 mm. Dalszy opis dotyczy holotypu. Wierzch ciała ciemnobrązowy, delikatnie przybrany jasnobrązowymi prążkami. Gardło białe. Pióra po bokach głowy, brew oraz szyja płowożółte z wąskimi ciemnobrązowymi paskami biegnącymi wzdłuż stosiny każdego z piór. Upierzenie grzbietu, zgięcia skrzydeł i pokryw nadogonowych pokrywają grube, nieregularne czekoladowobrązowe pasy, do tego każde z piór posiada płowoszare obrzeżenia; prócz tego wzdłuż każdego z piór biegnie płowoszara kreska. Pokrywy skrzydłowe pokrywają płowe i brązowe pasy. Lotki I rzędu ciemnobrązowe, na chorągiewkach zewnętrznych występuje szerokie płowobiałe ząbkowanie, zaś na wewnętrznych dostrzec można czerwonawopłowe pasy. Lotki II rzędu zdobią ciemnobrązowe i czerwonawopłowe pasy. Pokrywy podskrzydłowe przybierają barwę płową, lecz w odcieniu ochry. Upierzenie piersi czerwonawopłowe; każde pióro ma ulokowaną wzdłuż stosiny ciemnobrązową kreskę. Pozostała część spodu ciała jasna, ochrowopłowa, jedynie na bokach widnieją brązowe pasy.
Od N. m. maculosa oraz N. m. paludigava kusacz plamisty odróżnia się znacznie jaśniejszym upierzeniem. Podczas gdy u maculosa barwą tła na grzbiecie jest barwa rudoszara, natomiast u paludigava szaroczarna, tak u N. chacoensis tę funkcję pełni kolor ochrowopłowy.

## Zasięg występowania
Według BirdLife International (2016) kusacz plamisty jest endemitem paragwajskiego Chaco. W Handbook of the Birds of the World można znaleźć informację, wedle której N. chacoensis występuje także w północnej Argentynie (Formosa); należy jednak wziąć pod uwagę, że 1. tom serii ukazał się w 1992. W opublikowanej w 2001 checkliście ptaków Argentyny sprostowano, że rzekome osobniki argentyńskie to przedstawiciele N. m. paludigava.

## Ekologia
Środowisko życia N. chacoensis stanowią spustynniałe rejony chaco wykazujące się obecnością traw, ciernistych krzewów i niekiedy zadrzewień. Brak informacji na temat głosu i pożywienia.

### Lęgi
Sezon lęgowy trwa od września do listopada (stwierdzono powiększone gonady w tym okresie). Conover odnalazł cztery pisklęta, które nie należały do N. maculosa ze względu na znacznie mniejszą ilość barwy rudej w upierzeniu głowy i szyi. W swojej monografii o rodzaju Nothura zasugerował ich przynależność do N. chacoensis. Poza tym brak danych.

## Status zagrożenia
Przez IUCN gatunek klasyfikowany był jako najmniejszej troski (LC, Least Concern) nieprzerwanie od 1988; po 2018 nie jest klasyfikowany osobno, gdyż uznano go za podgatunek Nothura maculosa. Całkowita liczebność populacji nie jest znana. Ze względu na niszczenie środowiska pod pastwiska oraz wypalanie traw dostępność właściwych dla gatunku miejsc do życia zmalała; ze względu na ten czynnik trend populacji uznano za spadkowy.